# Эйюпнеби

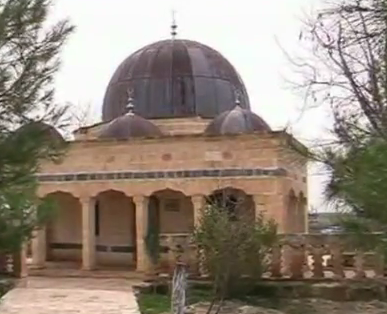

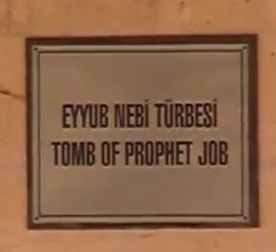

Эйюпнеби (араб. أيوب نبي‎ - пророк Айюб) — деревня в 12 км на север от города Вираншехир (Турция). 
Происхождение названия связано с главной достопримечательностью — комплексом зданий вокруг одной из предполагаемых усыпальниц пророка Айюба (библейского Иова) и его супруги Рахимы.